# Valeria exanthema
Valeria exanthema är en fjärilsart som beskrevs av Charles Boursin 1955. Valeria exanthema ingår i släktet Valeria och familjen nattflyn. Inga underarter finns listade i Catalogue of Life.